# Cantalupo (Bevagna)
Cantalupo è una frazione del comune di Bevagna (PG).
Secondo i dati del censimento Istat del 2001, gli abitanti sono 332, facendone il secondo centro del comune per numero di residenti.
Si trova lungo la strada che porta da Bevagna a Bettona, a 204 m s.l.m.. Il torrente Attone attraversa il luogho.

## Storia
Nello Statuto storico di Bevagna si parla del Castrum Cantalupi, in relazione alla presenza di abitazioni ("capanne") abusive che avrebbero dovute essere abbattute su responsabilità del podestà e dei consoli bevanati.
L'aspetto attuale del borgo è dovuto essenzialmente alle abitazioni costruite nel corso del XX secolo.

## Monumenti e luoghi d'interesse
- La piazzetta della frazione ospita un paio di edifici caratterizzati da logge del XVI secolo: una di queste introduce ad una scala affrescata.
- Chiesa di Santa Maria Addolorata, edificio religioso nel centro del paese
- Chiesina della Madonna della Pia, in stile romanico, ad 1 km dal centro abitato e recentemente restaurata.

## Economia e manifestazioni
La città è nota per il piatto locale, che consiste nella lumaca della specie Helix aspersa, che viene prevalentemente servita arrosto. Durante la seconda metà di agosto si svolge la caratteristica Sagra della lumaca.
Una interessante rievocazione è la Corsa del Cristo Risorto, che si svolge il Sabato Santo: essa consiste nel riposizionamento della statua del Cristo su un piedistallo, dopo essere stata trasportata a braccio da un paio di persone, di corsa.
Un'altra suggestiva rievocazione è la Rinchinata che si svolge il pomeriggio della domenica di Pasqua. Due processioni, una con a capo la statua del Cristo Risorto e l'altra guidata dalla statua della Madonna, entrambe portate a spalla, procedono l'una verso l'altra. Nel momento dell'incontro le due statue eseguono un toccante inchino per poi rientrare fianco a fianco in chiesa.

## Galeria d'immagine

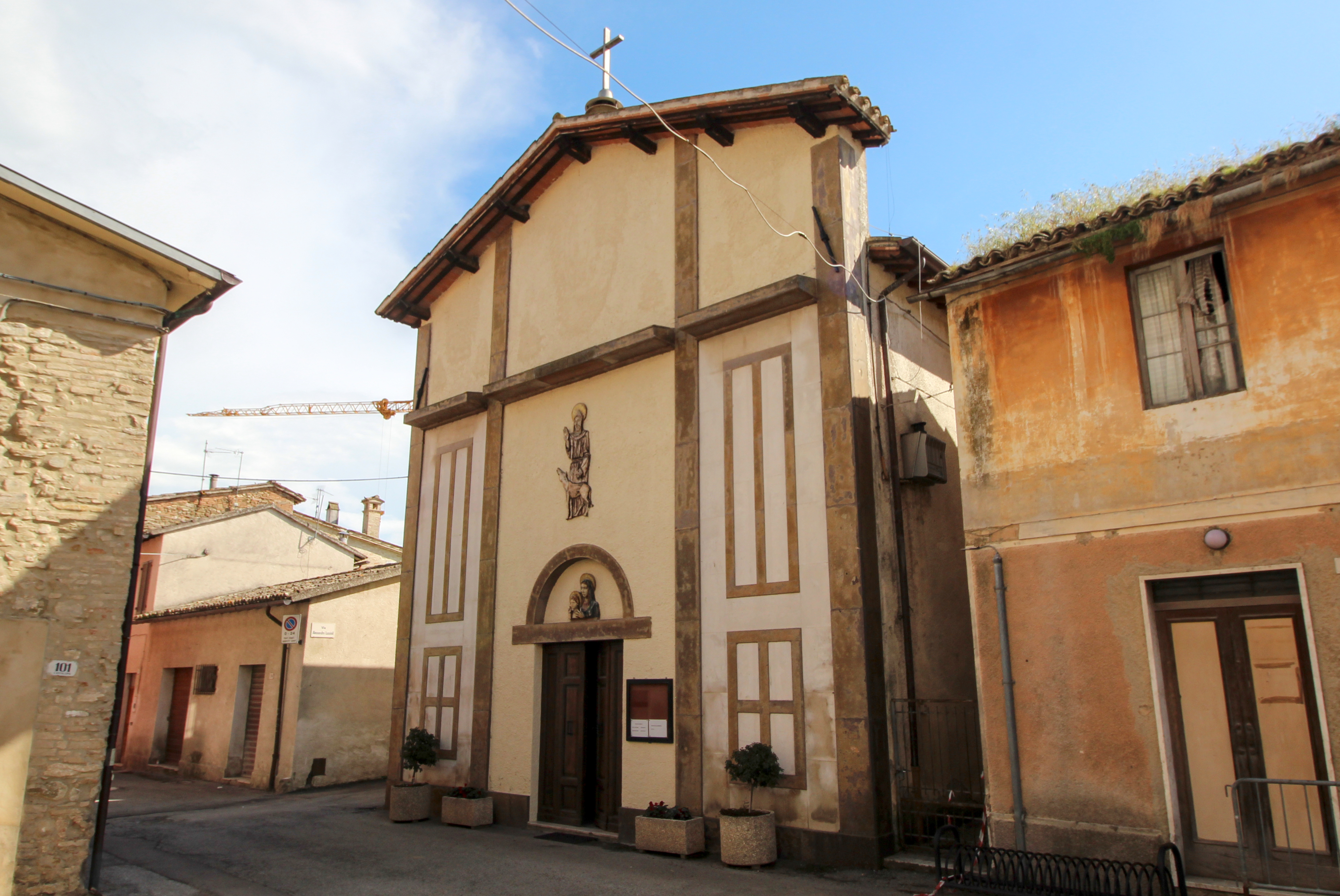
La chiesa Santa Maria Addolorata nel centro del paese
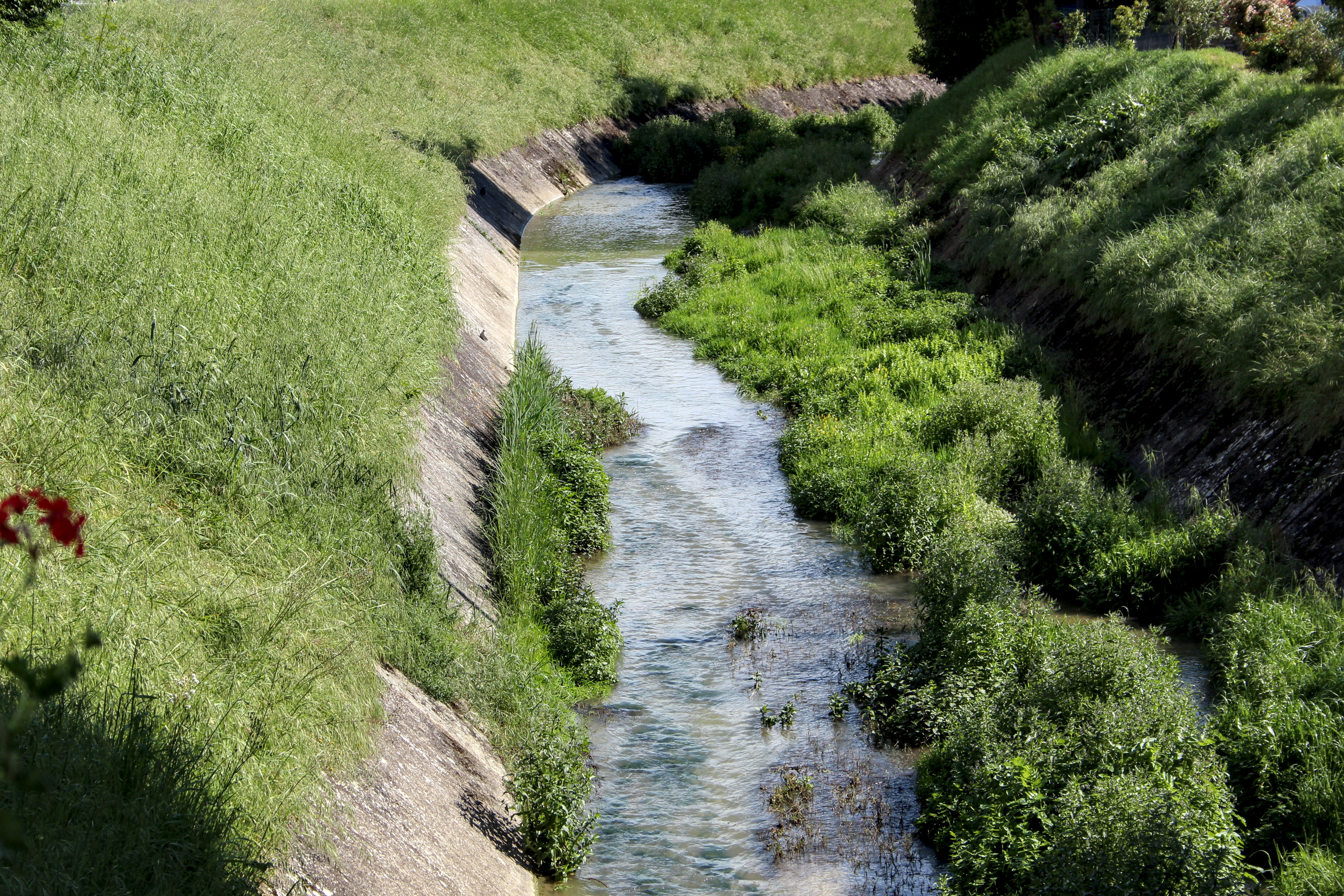
Il torrente Attone a Cantalupo